# Santa Cruz de Tenerife
Pour les articles homonymes, voir Santa Cruz.
Santa Cruz de Tenerife (litt. « Sainte-Croix de Tenerife ») est une commune de la province de Santa Cruz de Tenerife, dont elle est la capitale, dans la communauté autonome des îles Canaries en Espagne. Elle est située dans le nord-est de l'île de Tenerife.
Santa Cruz est la deuxième ville la plus peuplée des îles Canaries. Elle est également l'une de ses deux capitales, avec Las Palmas de Gran Canaria. Jusqu'en 1927, année où les Canaries furent scindées en deux provinces, elle était la seule capitale de tout l'archipel,.
L'économie de la ville dépend beaucoup du tourisme, mais le secteur industriel est également développé, surtout dans les domaines de la chimie et du raffinage.
Avec la ville voisine de San Cristóbal de La Laguna et les communes plus petites  de Candelaria, Tacoronte, El Rosario et Tegueste, elle forme une aire métropolitaine qui compte une population d'environ 450 000 habitants en 2020. C'est la  deuxième plus grande zone urbaine des îles Canaries et la seizième d'Espagne.
La ville possède une architecture diversifiée, son édifice contemporain le plus célèbre étant l'Auditorium de Tenerife réalisé par Santiago Calatrava. Elle accueille chaque année le Carnaval de Santa Cruz de Tenerife, le plus important d'Espagne et l'un des plus grands au monde.

## Géographie
La commune de Santa Cruz de Tenerife occupe l'extrémité nord-est de l'île de Tenerife. Le massif d'Anaga occupe la partie nord de la commune, et la ville le sud.

### Localisation

Localisation de l'île de Tenerife dans les îles Canaries.
Localisation de Santa Cruz de Tenerife dans l'île de Tenerife.

|                            | Océan Atlantique       |                  |
| San Cristóbal de La Laguna | Santa Cruz de Tenerife | Océan Atlantique |
| El Rosario                 | Océan Atlantique       |                  |

### Transport
Santa Cruz est principalement desservie par les routes TF-1, TF-5, TF-11, TF-2 et TF-4.

## Histoire

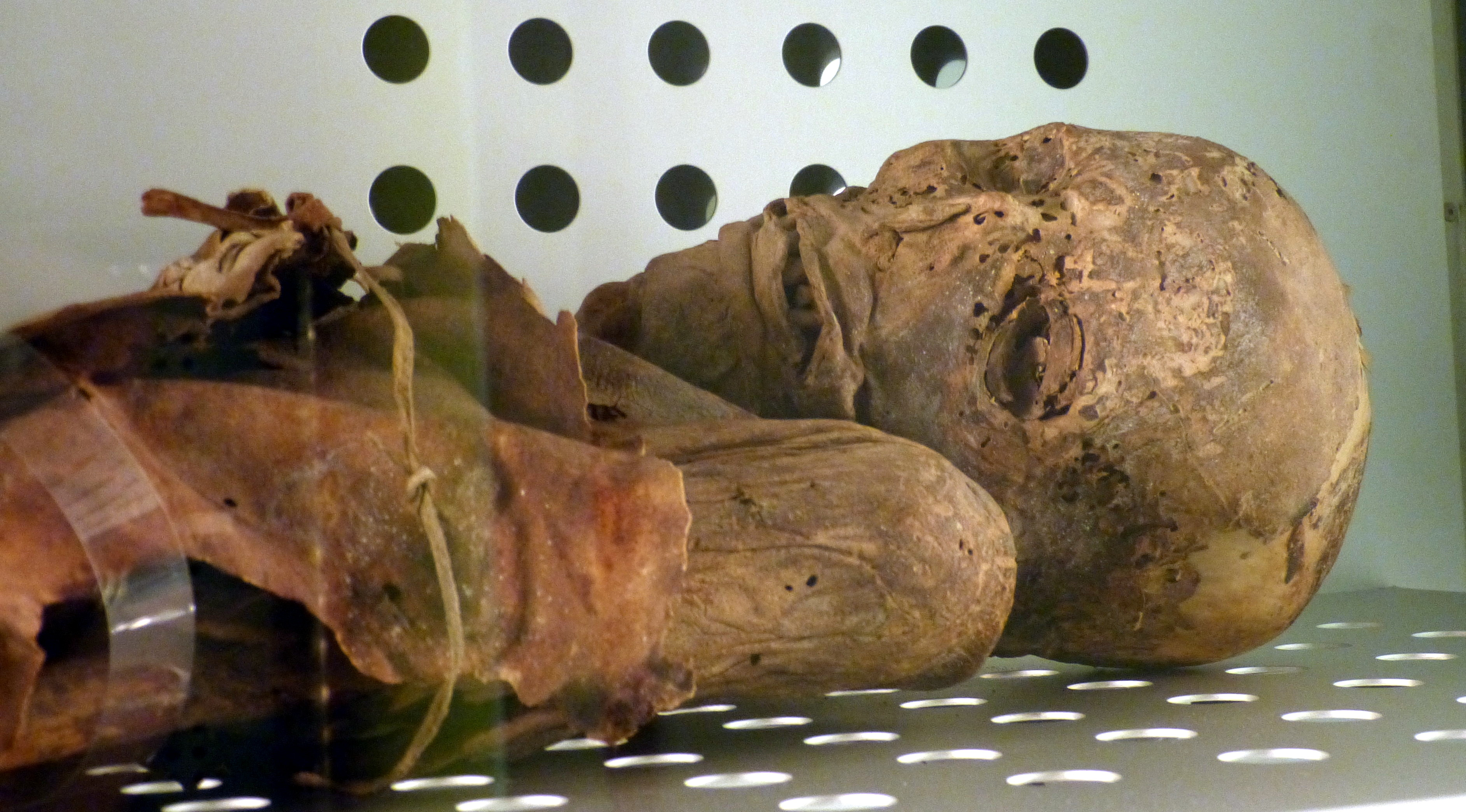
La momie de San Andrés.

Le territoire actuel de Santa Cruz de Tenerife a été d'abord occupé par les Guanches, le peuple autochtone des Canaries présent depuis l'Antiquité. Ils ont laissé sur le territoire communal une momie trouvée dans le village de San Andrés ainsi que des restes d'animaux momifiés et des pierres avec des gravures.
En 1494, Santa Cruz de Tenerife fait partie du royaume guanche (menceyato) d'Anaga, dirigé par le mencey Beneharo. De l'archipel des Canaries, Tenerife est la seule île à échapper encore au contrôle de l'Espagne. L'Andalou Alonso Fernández de Lugo, déjà conquérant de Grande Canarie et de La Palma, débarque en avril 1494 dans l'actuelle Santa Cruz Tenerife. Il y fait construire un fort qui lui servit de base lors de ses combats contre les Guanches. C'est seulement au bout de deux ans qu'il parvint à soumettre les habitants de l'île et à faire déporter Beneharo. En signe de victoire il fait ériger une croix en bois qui donne son nom à la cité.
Au cours du XVIe siècle, l'ascension économique de l'importante ville portuaire située sur la route des Amériques est encore renforcée grâce aux échanges commerciaux avec l'Angleterre. Pour cette dernière, Santa Cruz est aussi une cible en cas de guerre : en 1657, Robert Blake détruit une partie de la Flotte des Indes dans le port. En 1707, lors de la guerre de Succession d'Espagne, John Jennings tente de prendre la ville mais échoue. En 1723, Santa Cruz de Tenerife devint la résidence du Capitaine Général des Canaries à la place de La Laguna, tout en restant une dépendance de celle-ci. Du 22 au 25 juillet 1797, elle fut l'objet d'une nouvelle tentative de conquête par la marine anglaise commandée par Horatio Nelson qui y perdit son bras droit. Le canon El Tigre qui tira le boulet qui lui arracha le bras est toujours exposé au fort d'Almeyda (es).

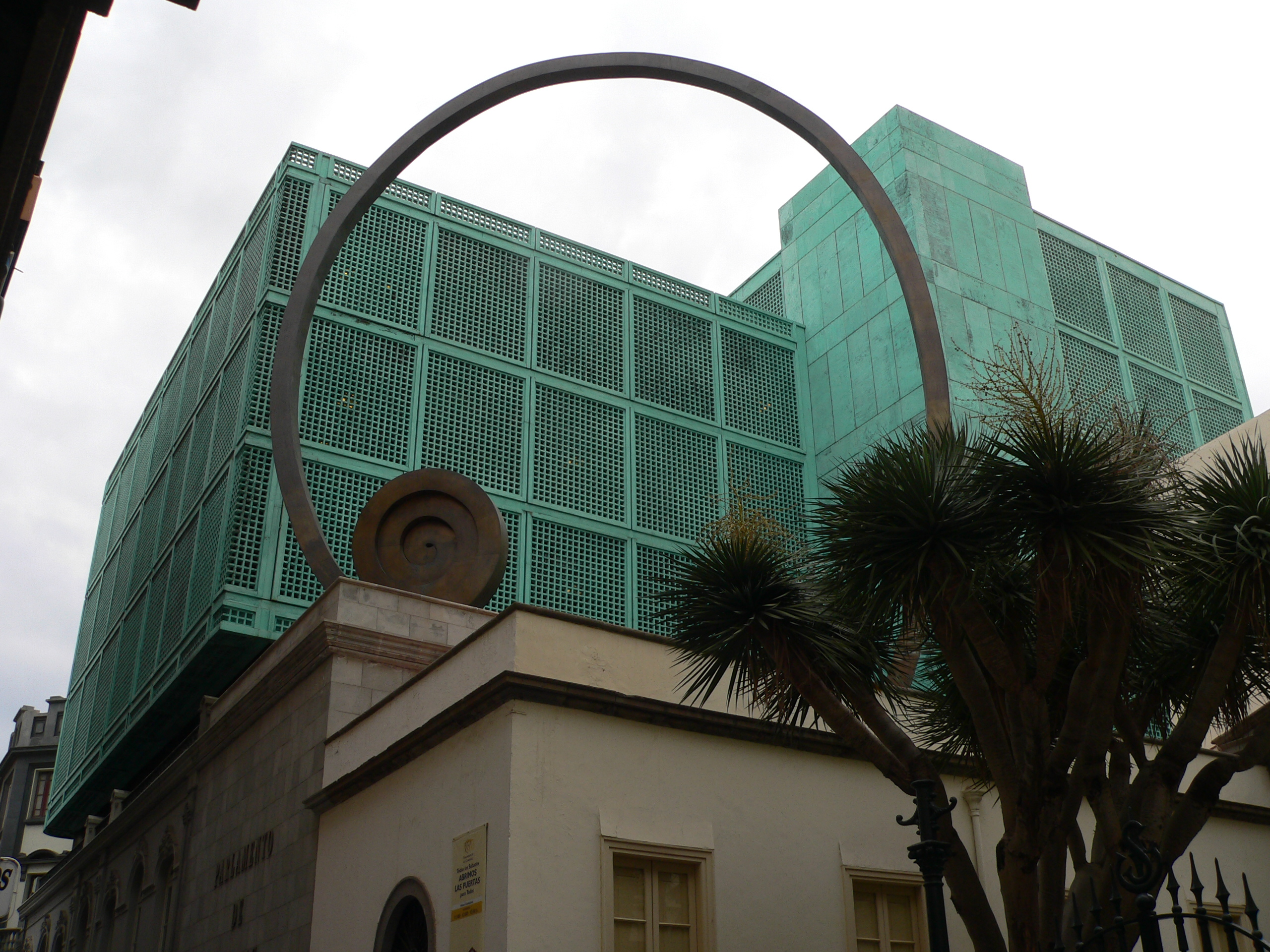
Le parlement des Canaries.

En 1803, un décret de Charles IV donne à Sant Cruz son autonomie par rapport à La Laguna. Elle compte alors, d'après Jean-Baptiste Bory de Saint-Vincent environ 8 397 âmes. Très profonde, la rade est assez spacieuse et peut contenir dix à douze vaisseaux de guerre.
Entre 1833 et 1927, elle est la capitale de la province des Îles Canaries. En 1893, une épidémie de choléra se propage dans toute la ville et les municipalités voisines. La maladie a été apportée par un navire italien revenant du Brésil. Il y a 382 morts.
Depuis 1982, Santa Cruz de Tenerife se partage avec Las Palmas de Gran Canaria le siège du gouvernement de la région autonome des Canaries. Les deux villes se relaient tous les quatre ans pour assurer cette fonction.

## Climat

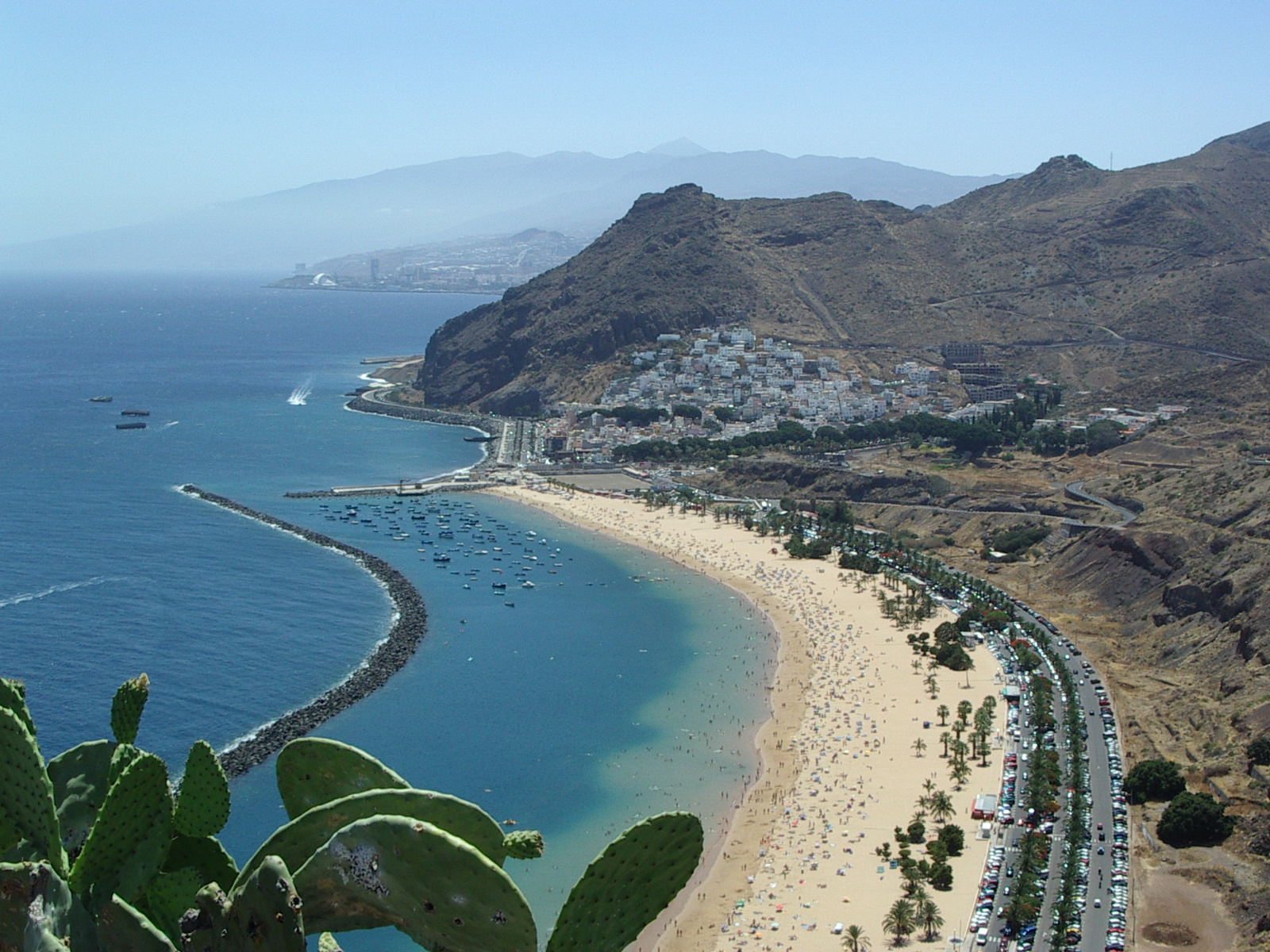
La plage de Las Teresitas, San Andrés, et le Teide à l'arrière-plan.

Le climat est aride (à peine plus de 200 mm de précipitations) et à longueur d'année doux, tempéré par les alizés. La variation de température est faible d'une saison à l'autre. La saison des pluies se situe entre novembre et Mars. En hiver les températures varient entre 16−17 °C minimum et 21−22 °C maximum, et en été, entre 22−23 °C minimum et 28−29 °C maximum. En 2007, Santa Cruz a été la plus chaude ville d'Espagne, avec 21,6 degrés en moyenne toute l'année, selon les données disponibles dans l'annuaire statistique annuel de l'Institut national de la statistique. Selon ses données, la ville a bénéficié de 3 094 heures d'ensoleillement, cette année, la seconde capitale de province avec le plus d'heures d'ensoleillement.
| Mois                                  | jan.      | fév.      | mars      | avril     | mai       | juin      | jui.      | août      | sep.      | oct.      | nov.      | déc.      | année     |
| ------------------------------------- | --------- | --------- | --------- | --------- | --------- | --------- | --------- | --------- | --------- | --------- | --------- | --------- | --------- |
| Température minimale moyenne (°C)     | 15,4      | 15,3      | 15,9      | 16,5      | 17,8      | 19,5      | 21,2      | 21,9      | 21,7      | 20,3      | 18,4      | 16,6      | 18,4      |
| Température moyenne (°C)              | 18,2      | 18,3      | 19        | 19,7      | 21        | 22,9      | 25        | 25,5      | 24,9      | 23,4      | 21,3      | 19,4      | 21,5      |
| Température maximale moyenne (°C)     | 21        | 21,2      | 22,1      | 22,7      | 24,1      | 26,2      | 28,7      | 29        | 28,1      | 26,3      | 24,1      | 22,1      | 24,6      |
| Record de froid (°C) date du record   | 9,4 1950  | 8,1 1926  | 9,5 1932  | 9,4 1927  | 12 1976   | 13,4 1945 | 16,5 1958 | 14,6 1948 | 16,5 1956 | 14,6 1999 | 10,1 1930 | 10 1947   | 8,1 1926  |
| Record de chaleur (°C) date du record | 28,4 2010 | 31,2 2010 | 35,4 1951 | 35,2 2013 | 36,4 2015 | 37,1 2012 | 42,6 1952 | 40,4 1940 | 39,3 2006 | 38,1 1942 | 34 1999   | 28,2 2009 | 42,6 1952 |
| Ensoleillement (h)                    | 178       | 186       | 221       | 237       | 282       | 306       | 337       | 319       | 253       | 222       | 178       | 168       | 2 913     |
| Précipitations (mm)                   | 32        | 35        | 38        | 12        | 4         | 1         | 0         | 2         | 7         | 19        | 34        | 43        | 226       |
| Nombre de jours avec précipitations   | 4,2       | 3,8       | 3,8       | 2,4       | 0,9       | 0,2       | 0         | 0,3       | 0,9       | 3,1       | 4,7       | 5,4       | 29,7      |
| Humidité relative (%)                 | 64        | 65        | 62        | 61        | 61        | 61        | 58        | 60        | 64        | 66        | 65        | 66        | 63        |
| Nombre de jours d'orage               | 0,3       | 0,4       | 0,2       | 0,1       | 0         | 0         | 0         | 0         | 0,2       | 0,1       | 0,3       | 0,5       | 2,2       |

| Diagramme climatique                                  |            |            |            |           |           |           |         |           |            |            |            |
| J                                                     | F          | M          | A          | M         | J         | J         | A       | S         | O          | N          | D          |
| 2115,432                                              | 21,215,335 | 22,115,938 | 22,716,512 | 24,117,84 | 26,219,51 | 28,721,20 | 2921,92 | 28,121,77 | 26,320,319 | 24,118,434 | 22,116,643 |
| Moyennes : • Temp. maxi et mini °C • Précipitation mm |            |            |            |           |           |           |         |           |            |            |            |

## Démographie
Les habitants de Santa Cruz sont appelés familièrement chicharreros (nom qui s'étend généralement à tous les habitants de Tenerife). La majorité de la population est de confession catholique mais il y a également une grande communauté d'hindous et de musulmans.
| Année | Population | Densité (hab./km2) |
| ----- | ---------- | ------------------ |
| 1768  | 7 399      | 49                 |
| 1860  | 14 146     | 94                 |
| 1900  | 35 055     | 233                |
| 1930  | 61 983     | 412                |
| 1950  | 103 110    | 685                |
| 1960  | 130 597    | 867                |
| 1970  | 142 305    | 945                |
| 1981  | 185 899    | 1 235              |
| 1990  | 222 892    | 1 480              |
| 2000  | 215 132    | 1 429              |
| 2005  | 221 567    | 1 472              |
| 2006  | 223 148    | 1 482              |
| 2007  | 220 902    | 1 467              |
| 2008  | 221 956    | 1 474              |
| 2009  | 222 417    | 1 477              |

## Infrastructure
L'hôpital universitaire Nuestra Señora de Candelaria est situé dans la ville, c'est le plus grand complexe hospitalier des îles Canaries.

## Politique et administration

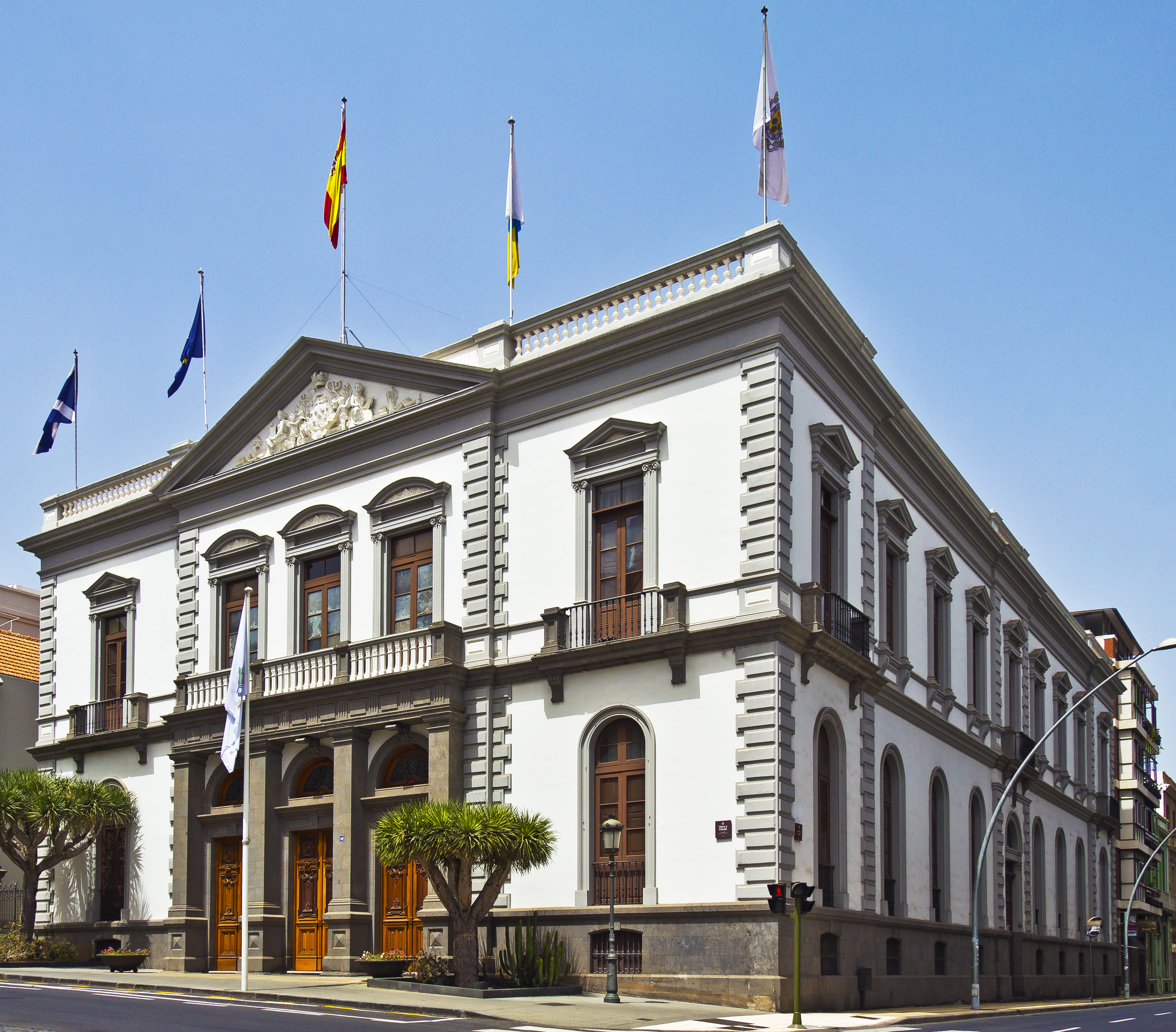
L'hôtel de ville de Santa Cruz de Tenerife.

Santa Cruz de Tenerife appartient à l'île de Tenerife, dont elle constitue la capitale, et à la communauté autonome des îles Canaries, dont elle est co-capitale avec Las Palmas de Grande Canarie. Elle accueille donc un des deux sièges de la présidence, la moitié des départements exécutifs, le siège du Parlement et le siège du cabildo insulaire.

### Conseil municipal
Lors des élections municipales du 28 mai 2023, la ville de Santa Cruz de Tenerife comptait 208 688 habitants. Son conseil municipal (Pleno del Ayuntamiento) se compose donc de 27 élus.
| Parti | Parti | 1979 | 1983 | 1987 | 1991 | 1995 | 1999 | 2003 | 2007 | 2011 | 2015 | 2019 | 2023 |
| ----- | ----- | ---- | ---- | ---- | ---- | ---- | ---- | ---- | ---- | ---- | ---- | ---- | ---- |
|       | ALET  | 4    |      |      |      |      |      |      |      |      |      |      |      |
|       | CCN   |      |      |      |      |      |      |      | 1    |      |      |      |      |
|       | Cs    |      |      |      |      |      |      |      |      |      | 3    | 2    |      |
|       | CSC   |      |      |      |      |      |      |      | 2    | 1    |      |      |      |
|       | ATI   |      | 16   | 21   | 16   | 11   | 18   | 14   | 11   | 9    | 9    | 10   | 9    |
|       | CC    |      | 16   | 21   | 16   | 11   | 18   | 14   | 11   | 9    | 9    | 10   | 9    |
|       | ICAN  |      |      |      | 2    |      |      |      |      |      |      |      |      |
|       | PCE   | 2    | 0    | 0    |      | 2    | 0    | 0    | 0    | 1    | 1    |      |      |
|       | IU    | 2    | 0    | 0    |      | 2    | 0    | 0    | 0    | 1    | 1    |      |      |
|       | PNC   |      |      |      |      |      |      | 3    |      |      |      |      |      |
|       | CD    |      | 3    | 1    | 3    | 10   | 5    | 5    | 6    | 9    | 6    | 3    | 5    |
|       | CP    |      | 3    | 1    | 3    | 10   | 5    | 5    | 6    | 9    | 6    | 3    | 5    |
|       | AP    |      | 3    | 1    | 3    | 10   | 5    | 5    | 6    | 9    | 6    | 3    | 5    |
|       | PP    |      | 3    | 1    | 3    | 10   | 5    | 5    | 6    | 9    | 6    | 3    | 5    |
|       | PSOE  | 5    | 7    | 5    | 6    | 4    | 4    | 5    | 7    | 5    | 4    | 9    | 10   |
|       | SSP   |      |      |      |      |      |      |      |      | 2    | 4    |      |      |
|       | UP    |      |      |      |      |      |      |      |      |      |      | 3    |      |
|       | UCD   | 10   |      |      |      |      |      |      |      |      |      |      |      |
|       | UPC   | 6    | 1    |      |      |      |      |      |      |      |      |      |      |
|       | Vox   |      |      |      |      |      |      |      |      |      |      |      | 3    |
| Total | Total | 27   | 27   | 27   | 27   | 27   | 27   | 27   | 27   | 27   | 27   | 27   | 27   |

### Liste des maires
| Mandature | Maire | Maire                                                  | Parti |
| --------- | ----- | ------------------------------------------------------ | ----- |
| 1979-1983 |       | Manuel Hermoso                                         | UCD   |
| 1983-1987 |       | Manuel Hermoso                                         | ATI   |
| 1987-1991 |       | Manuel Hermoso                                         | ATI   |
| 1991-1995 |       | Manuel Hermoso José Emilio García Gómez (es) (07/1991) | ATI   |
| 1995-1999 |       | Miguel Zerolo Aguilar (es)                             | CC    |
| 1999-2003 |       | Miguel Zerolo Aguilar (es)                             | CC    |
| 2003-2007 |       | Miguel Zerolo Aguilar (es)                             | CC    |
| 2007-2011 |       | Miguel Zerolo Aguilar (es)                             | CC    |
| 2011-2015 |       | José Manuel Bermúdez Esparza (es)                      | CC    |
| 2015-2019 |       | José Manuel Bermúdez Esparza (es)                      | CC    |
| 2019-2023 |       | Patricia Hernández Gutiérrez (es)                      | PSOE  |
| 2019-2023 |       | José Manuel Bermúdez Esparza (es) (2020)               | CC    |
| 2023-2027 |       | José Manuel Bermúdez Esparza (es)                      | CC    |

## Économie
Santa Cruz de Tenerife a la plus grande concentration de magasins des îles Canaries.

## Culture et patrimoine

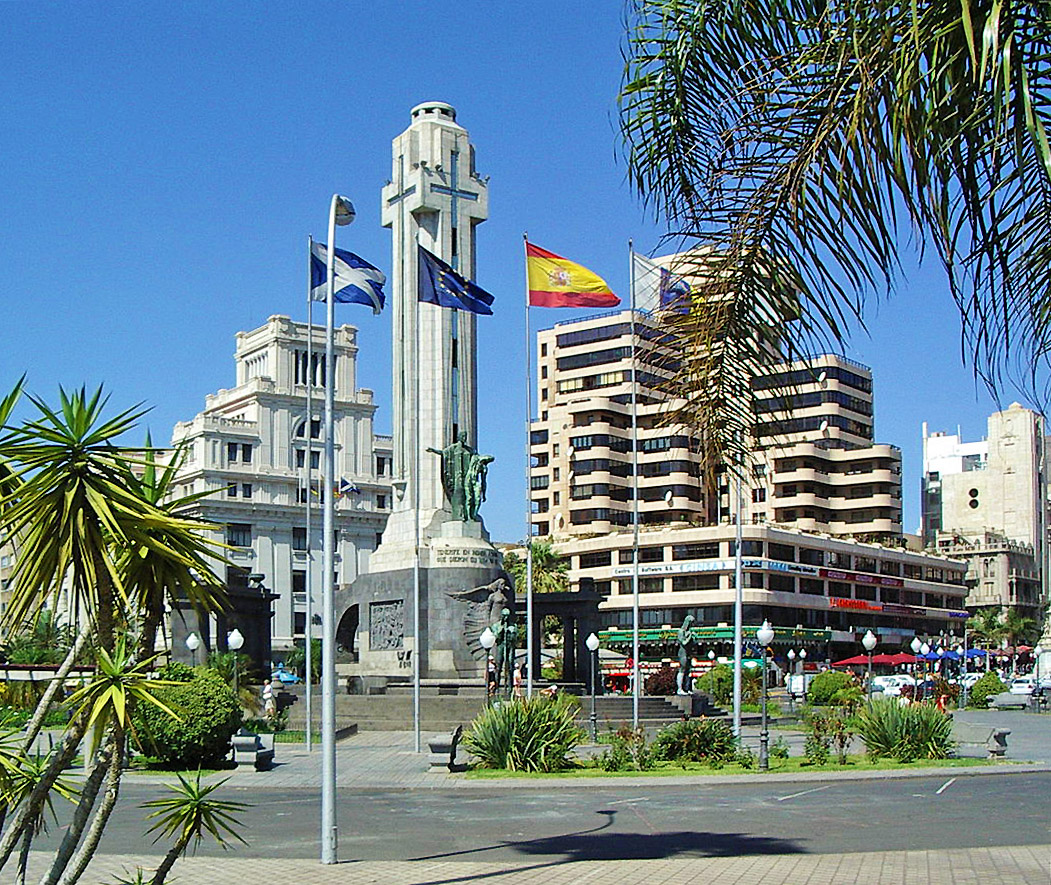
Santa Cruz de Tenerife - Plaza de España en 2003.

La plus grande place de Santa Cruz de Tenerife, en centre-ville, est la place d'Espagne (Plaza de España), avec en son centre le monument aux morts de la guerre d'Espagne.

### Architecture militaire

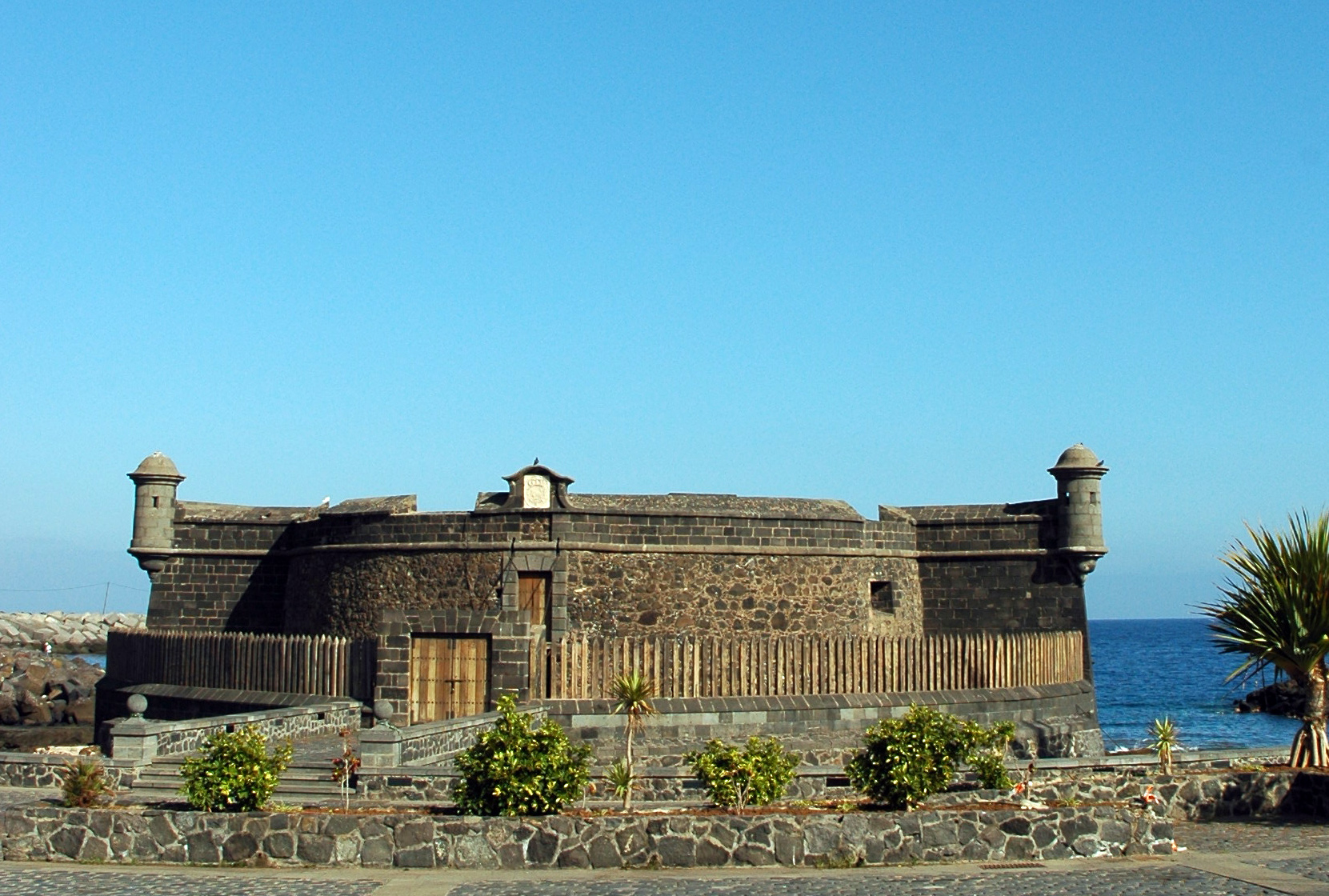
Le château de San Juan Bautista.

Le château de San Juan Bautista est une ancienne forteresse militaire située au sud du centre-ville.
Au nord, le fort d'Almeyda (es) abrite de nos jours le musée historique militaire des Canaries. Celui-ci est principalement consacré à la bataille du 25 juillet 1797, perdue par les Anglais, à la suite de laquelle l'amiral Nelson fut amputé de son bras droit.
Les vestiges du château de San Cristóbal se trouvent sous la place d'Espagne.

### Architecture religieuse

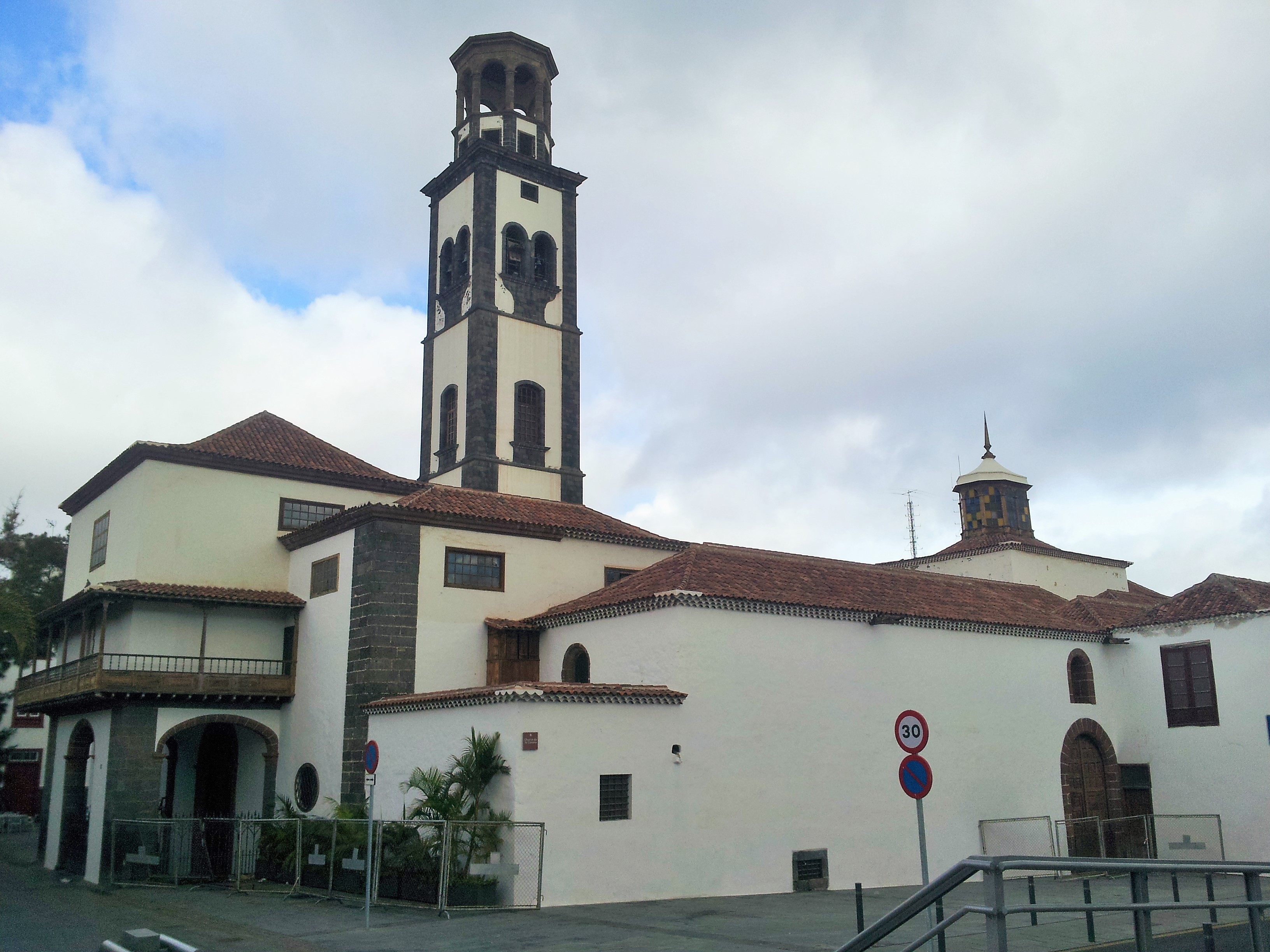
Église Nuestra Señora de la Concepción.

En comparaison avec la ville voisine de San Cristóbal de La Laguna, qui est le siège de l'évêché de Tenerife, traditionnellement la ville de Santa Cruz de Tenerife a eu un caractère beaucoup plus profane. Cette tradition laïque s'est illustrée dans le Temple maçonnique de Santa Cruz de Tenerife (Templo Masónico de Santa Cruz de Tenerife), actuellement[Quand ?] en cours de restauration, qui fut l'un des plus grands centres maçonniques d'Espagne avant sa saisie par le régime franquiste en 1936.
Santa Cruz compte néanmoins plusieurs églises notables :
- L'église Nuestra Señora de la Concepción date des XVIe et XVIIe siècles. À l'intérieur, on peut voir la croix en bois qui donna son nom à la ville ainsi que des bannières prises aux Anglais. Elle est populairement appelée « cathédrale de Santa Cruz », bien qu'elle ne soit pas une cathédrale.
- L'eglise San Francisco de Asís, des XVIIe et XVIIIe siècles, est l'un des plus importantes églises de la ville. À l'intérieur se trouve l'image vénérée du Seigneur des Tribulations, une image miraculeuse de Jésus-Christ qui est considérée comme le protecteur de la ville, d'où l'appellation le « Seigneur de Santa Cruz ».
- L'Église de San José est située dans la rue de Méndez Núñez, à côté de la Rambla de Santa Cruz, qui souligne sa façade avec deux clochers. C'est l'une des églises les plus représentatives du milieu du XXe siècle. Son extérieur est de style architectural néocanarien.

### Architecture contemporaine

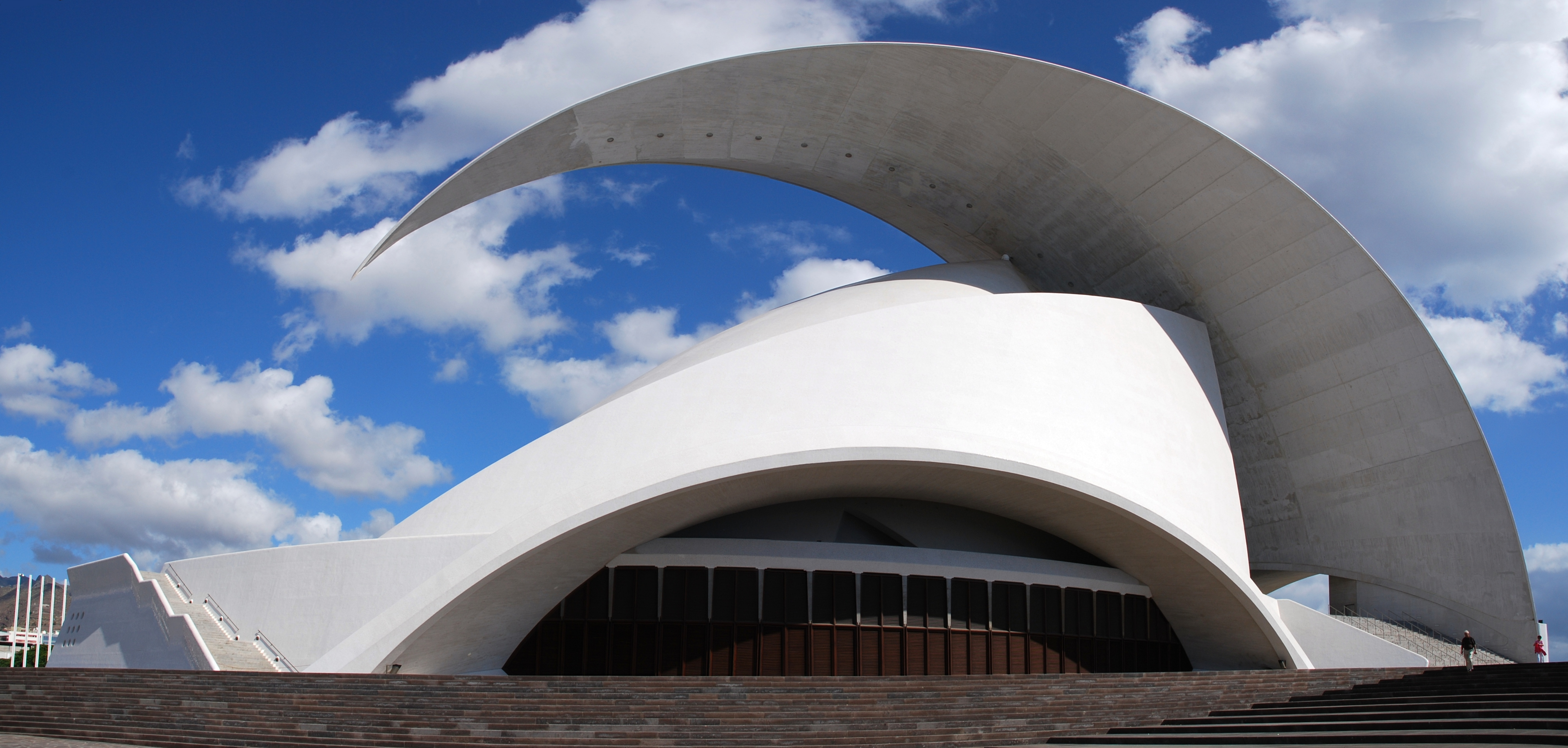
Auditorium de Tenerife.

L'Auditorium de Tenerife, conçu par l'architecte Santiago Calatrava, est une salle de spectacle construite en bord de mer inaugurée en 2003. Il est considéré comme l'un des bâtiments les plus remarquables des Canaries.
Les Torres de Santa Cruz sont les plus hauts gratte-ciels de la ville et des îles Canaries, et jusqu'en 2010 les plus grands bâtiments résidentiels en Espagne. Ce sont aussi les plus hautes tours jumelles d'Espagne.
Le centre international de Foires et Congrès de Tenerife (Centro Internacional de Ferias y Congresos de Tenerife) comprend le plus grand espace couvert des îles Canaries. Chaque année, il accueille les événements majeurs du carnaval.

### Musées et institutions

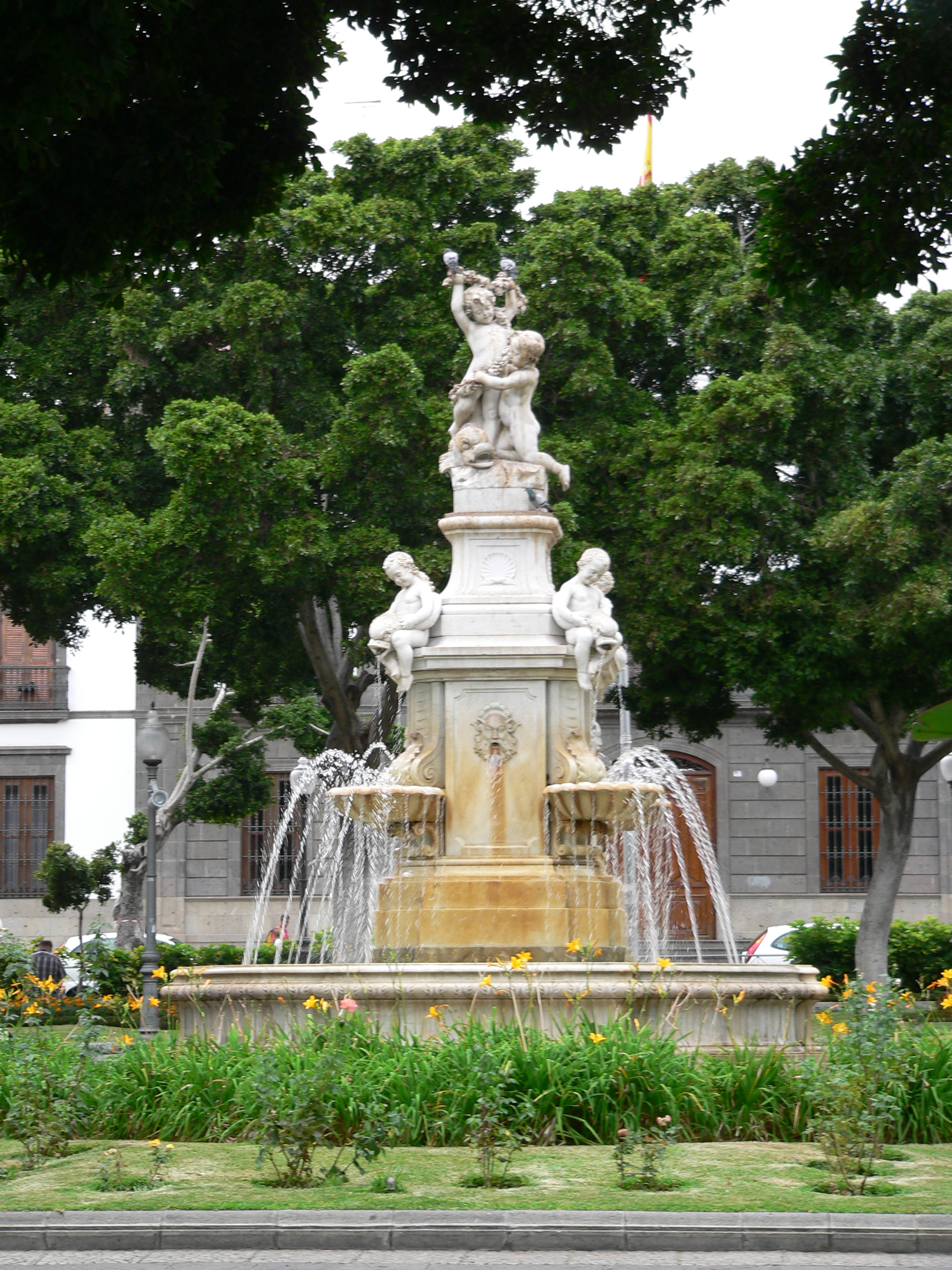
Fontaine sur la Plaza Weyler.

Le musée municipal des beaux-arts (Museo Municipal de Bellas Artes). On peut notamment y voir le triptyque de Nava y Grimón. Le musée de la Nature et de l'Homme (Museo de la Naturaleza y el Hombre) expose des objets de l'époque des Guanches.
L'Espace des Arts de Tenerife (es) (Tenerife Espacio de las Artes, TEA), un centre culturel qui héberge une bibliothèque ouverte au public 24h/24 et des expositions sur l'histoire de l'île. Depuis 2007, Santa Cruz de Tenerife accueille le siège de l'UNESCO aux îles Canaries.

### Espaces naturels
Le Palmetum de Santa Cruz de Tenerife est un jardin botanique de douze hectares dédié aux palmiers. Ouvert au public en 2014, il est construit au sommet d'une ancienne décharge municipale fermée en 1983,. Il reçoit en 2016 le prix des meilleures pratiques de l'UNESCO.
Le Parc Maritime César Manrique (es) (Parque Marítimo César Manrique) est un complexe de loisirs situé en bord de mer. Le parc, réalisé d'après des ébauches de César Manrique combine avec bonheur l'eau, la roche volcanique et la végétation. Le Parque García Sanabria est quant à lui le plus grand parc urbain des îles Canaries.
À 8 km au nord de la ville, la plage de Las Teresitas est une plage artificielle aménagée dans les années 1970 avec du sable rapporté du Sahara tout proche.

### Carnaval

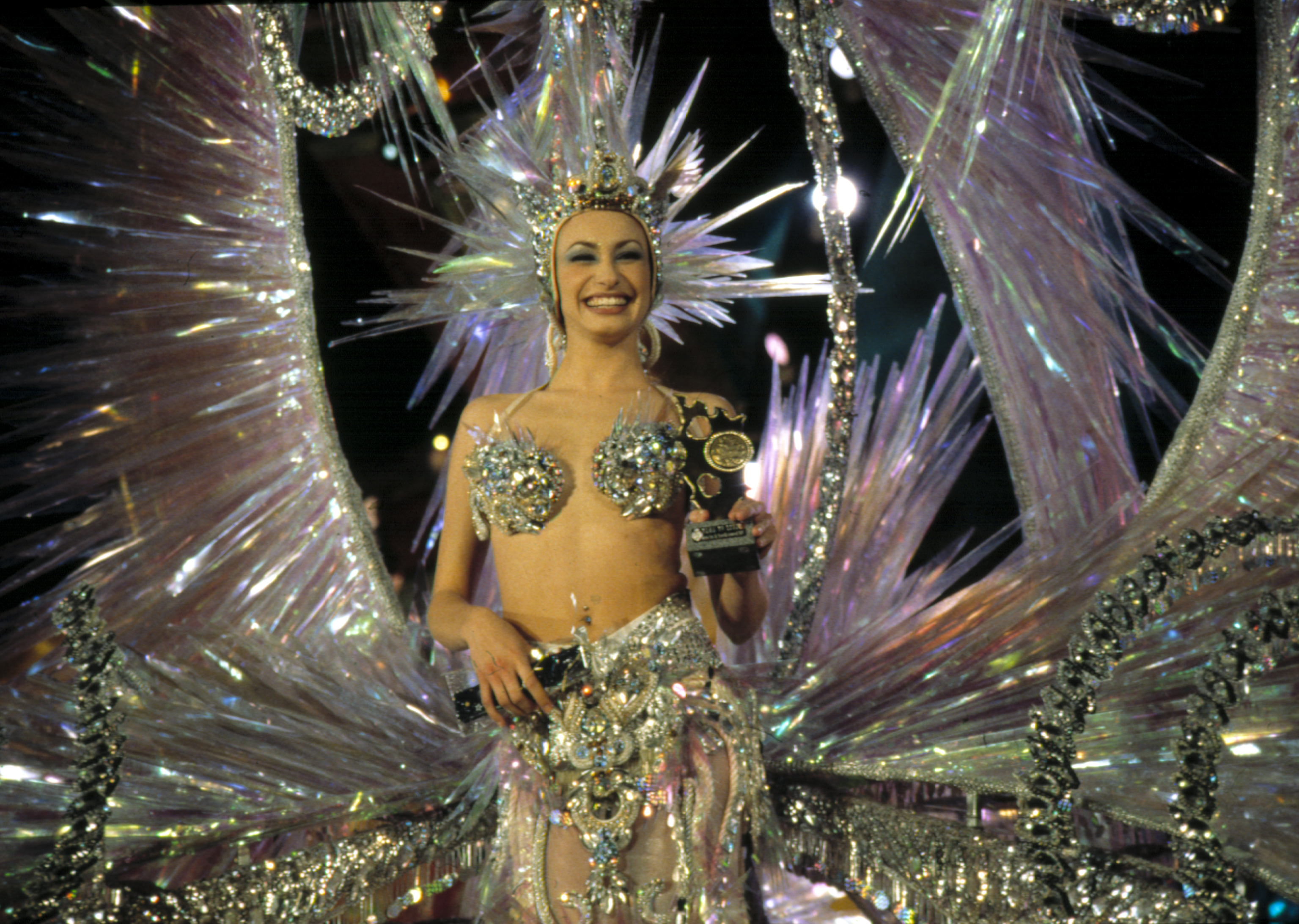
Candidate au titre de reine du carnaval (2001).

Le carnaval de Santa Cruz de Tenerife est le plus important carnaval d'Espagne et est parfois considéré comme l'un des plus grands au monde, avec plus de 200 000 participants habituellement,. Par ses musiques et son style glamour, il se rapproche des carnavals brésiliens. Depuis 1980, il est l'une des « fêtes d'intérêt touristique international » reconnues par le gouvernement espagnol

### Influence de la franc-maçonnerie
Santa Cruz de Tenerife se caractérise, entre autres, par l'influence de la franc-maçonnerie manifestée par certains des bâtiments historiques les plus importants de la ville, une influence palpable même sur le plan de la ville,. La ville comptait un nombre important de maires et d'hommes politiques affiliés à la franc-maçonnerie, en particulier entre le XIXe et le début du XXe siècle. Dans cette ville, la « Loge Añaza » a été fondée en 1895, qui était l'un des ateliers maçonniques les plus importants d'Espagne au XXe siècle. Sous ses auspices, le temple maçonnique de Santa Cruz de Tenerife sera construit, qui était le plus grand centre maçonnique d'Espagne jusqu'à l'occupation militaire du franquisme. L'influence du symbolisme maçonnique sur l'architecture et l'urbanisme de la ville a fait l'objet de diverses études académiques,,,.
En 2016, un important congrès international de la franc-maçonnerie s'est tenu à Santa Cruz de Tenerife auquel ont participé 17 conseils réguliers suprêmes de différents pays du monde. À l'heure actuelle, plusieurs itinéraires touristiques à thème maçonnique sont organisés dans la ville,.

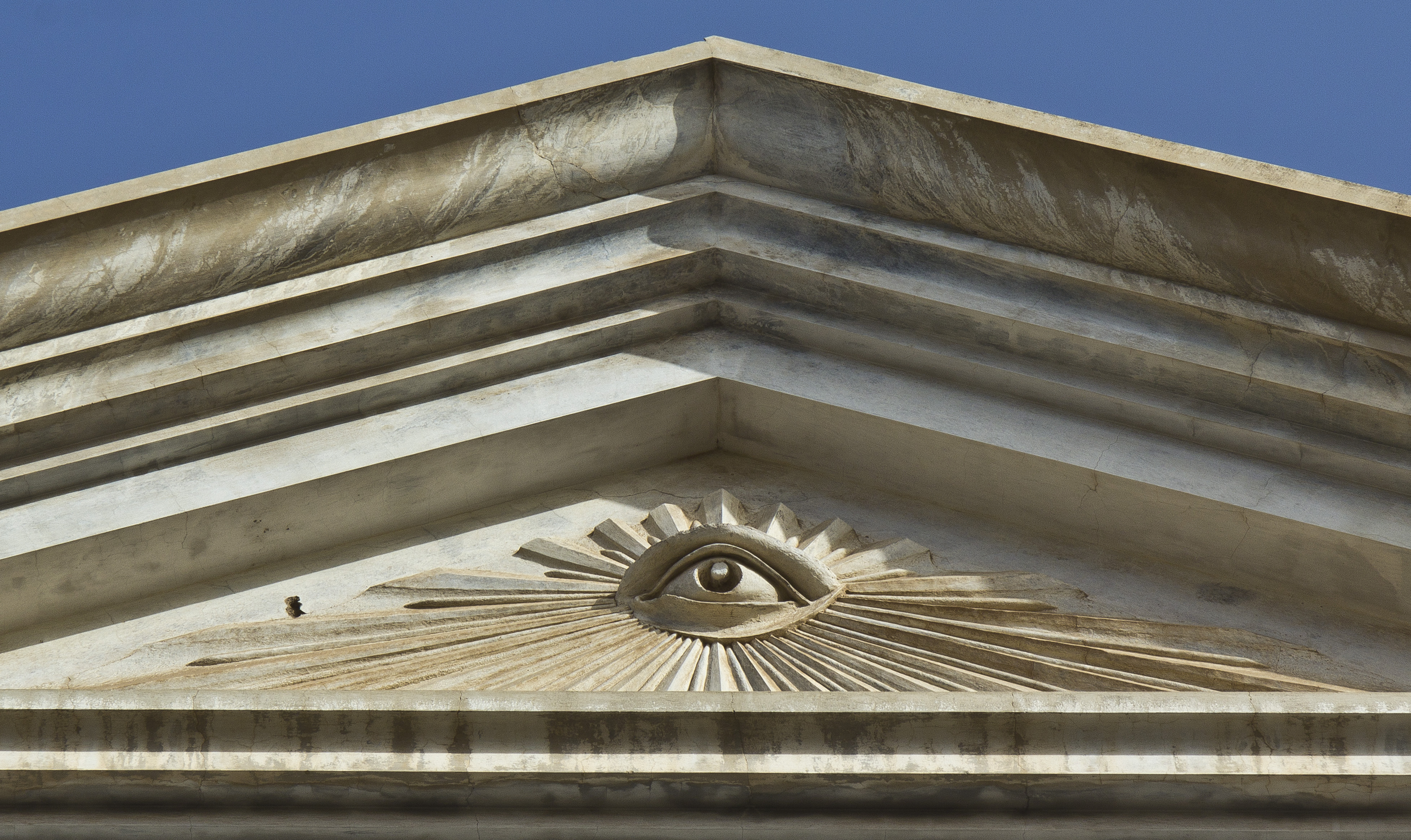
Œil de la Providence, sur la façade du Temple maçonnique de Santa Cruz de Tenerife.

Certains des bâtiments et des lieux avec des symboles maçonniques dans la ville sont :
- Palais insulaire de Tenerife
- Bâtiment de la chambre de commerce
- Parc García Sanabria
- Cimetière de San Rafael et San Roque
- Musée Municipal des Beaux-Arts de Santa Cruz de Tenerife
- Temple maçonnique de Santa Cruz de Tenerife

## Lieux de mémoire
- Le cimetière de Santa Lastenia, cimetière monumental et touristique de Santa Cruz de Tenerife créé en 1916, dont le nom est donné en mémoire de la jeune adolescente María Lastenia del Pino Rodríguez (1900-1916) morte prématurément de tuberculose[34].

## Médias
À Santa Cruz de Tenerife sont rédigés les trois principaux journaux de l'archipel (El Día, Diario de Avisos et La Opinión de Tenerife) et des salles de nouvelles régionales, La Gaceta de Canarias.
Sont également situés dans la ville le siège de différentes chaînes de télévision : la radiodiffusion dans les îles Canaries dans la Televisión Canaria, TV Española, TVE Canarias, Antena 3 Canarias, El Día TV, le Canal 7 del Atlántico etc.
La plupart des stations de radio sont également dans la ville : Radio Club Tenerife (Cadena SER), Onda Cero Teide, Radio TV Canaria.

## Jumelages
Santa Cruz de Tenerife est jumelée avec :
| - Aranda de Duero, Espagne - San Antonio (Texas), États-Unis - Santa Cruz (Californie), USA - Santa Cruz de la Sierra, Bolivie - Caracas, Venezuela - Cadix, Espagne | - Rio de Janeiro, Brésil - Nice, France - Santa Cruz del Norte, Cuba - Guatemala City, Guatemala |

## Qualité de vie
En 2012, le journal britannique The Guardian place Santa Cruz de Tenerife parmi les cinq meilleurs endroits au monde pour vivre.

## Personnalités liées à la commune
- Catégorie:Naissance à Santa Cruz de Tenerife
- Catégorie:Décès à Santa Cruz de Tenerife